# 타부아에란 기습
타부아에란 기습(영어: Fanning Raid) 또는 타부아에란섬 기습은 제1차 세계 대전의 사건 중 하나이다. 타부아에란섬의 영국 적색 통신선(All Red Line) 케이블 통신소는 독일 제국군의 SNS 뉘른베르크와 SMS 티타니아의 기습을 받았다. 독일 상륙군은 해변에 상륙하여 통신 케이블을 절단했다.

## 참고 자료
- Gray, J.A.C. Amerika Samoa, A History of American Samoa and its United States Naval Administration. Annapolis: United States Naval Institute. 1960.